# Университет Саппоро
Университет Саппоро (яп. 札幌大学 саппоро-дайгаку) — частный университет в Японии, расположенный в Саппоро на острове Хокайдо. Открыт в 1967 году. Специализируется на экономике, бизнес-администрировании и иностранных языках (русский и английский). Университетская библиотека — крупнейшая на Хоккайдо.
Во время открытия университета он имел два факультета — экономики и иностранных языков, через год открылся факультет бизнес-администрирования. В 1989 году был добавлен юридический факультет, в 1996 — факультет культуры.
С момента открытия до 2021 года в университете прошли обучение около 60 тысяч студентов. На май 2021 года в университете обучалось 3015 студентов (из них 43 иностранных). Действует программа финансовой поддержки студентов-айнов.
В университете 9 отделений — экономики, делового администрирования, права, английского языка, русского языка, японского языка и культуры, истории и культуры, физкультуры и гуманитарных наук.